# Kanada i olympiska sommarspelen 2004
Kanada i olympiska sommarspelen 2004 bestod av idrottare som blivit uttagna av Kanadas olympiska kommitté.

## Badminton
| Idrottare                      | Gren        | Sextondelsfinaler                                 | Åttondelsfinaler     | Kvartsfinaler        | Semifinaler          | Final                | Final            |
| Idrottare                      | Gren        | Motståndare Resultat                              | Motståndare Resultat | Motståndare Resultat | Motståndare Resultat | Motståndare Resultat | Placering        |
| ------------------------------ | ----------- | ------------------------------------------------- | -------------------- | -------------------- | -------------------- | -------------------- | ---------------- |
| Charmaine Reid                 | Damsingel   | Jeon (KOR) L 4–11 5–11                            | Gick inte vidare     | Gick inte vidare     | Gick inte vidare     | Gick inte vidare     | Gick inte vidare |
| Denyse Julien Anna Rice        | Damdubbel   | Thungthongkam/ Chankrachangwong (THA) L 3–15 4–15 | Gick inte vidare     | Gick inte vidare     | Gick inte vidare     | Gick inte vidare     | Gick inte vidare |
| Helen Nichol Charmaine Reid    | Damdubbel   | Cheng/Chien (TPE) L 0–15 10–15                    | Gick inte vidare     | Gick inte vidare     | Gick inte vidare     | Gick inte vidare     | Gick inte vidare |
| Mike Beres Jody Patrick        | Mixeddubbel | Bergström/Persson (SWE) L 17–15 11–15 4-15        | Gick inte vidare     | Gick inte vidare     | Gick inte vidare     | Gick inte vidare     | Gick inte vidare |
| Philippe Bourret Denyse Julien | Mixeddubbel | Shirley/Sara Petersen (NZL) L 4–15 6–15           | Gick inte vidare     | Gick inte vidare     | Gick inte vidare     | Gick inte vidare     | Gick inte vidare |

## Baseboll
Gruppspel
I gruppspelet mötte alla lag varandra och de fyra bästa lagen (Japan, Kuba, Kanada och Australien) gick vidare. 
| Nation        | Segrar | Förluster | Tiebreaker |
| ------------- | ------ | --------- | ---------- |
| Japan         | 6      | 1         | 1-0        |
| Kuba          | 6      | 1         | 0-1        |
| Kanada        | 5      | 2         |            |
| Australien    | 4      | 3         |            |
| Kina-Taipei   | 3      | 4         |            |
| Nederländerna | 2      | 5         |            |
| Grekland      | 1      | 6         | 1-0        |
| Italien       | 1      | 6         | 0-1        |

Slutspel
|       | Resultat |        |
| ----- | -------- | ------ |
| Japan | 11 - 2   | Kanada |

## Bordtennis
| Petra Cada                        | Damsingel  | Guenni (TUN) W 4–0 | Batorfi (HUN) W 4–3      | Li (SIN) L 0–4              | Gick inte vidare          | Gick inte vidare | Gick inte vidare | Gick inte vidare | Gick inte vidare |                  |
| Petra Cada Marie-Christine Roussy | Damdubbel  | i.u.               | BYE                      | Mirou/Volakaki (GRE) W 4–1  | Ganina/Palina (RUS) L 0–4 | Gick inte vidare | Gick inte vidare | Gick inte vidare | Gick inte vidare | Gick inte vidare |
| Johnny Huang                      | Herrsingel | BYE                | Karakasevic (SCG) L 2–4  | Gick inte vidare            | Gick inte vidare          | Gick inte vidare | Gick inte vidare | Gick inte vidare | Gick inte vidare |                  |
| Johnny Huang Faazil Kassam        | Herrdubbel | i.u.               | Brown/Lavale (AUS) W 4–0 | Persson/Waldner (SWE) L 2–4 | Gick inte vidare          | Gick inte vidare | Gick inte vidare | Gick inte vidare | Gick inte vidare |                  |

## Boxning
| Idrottare         | Gren          | Sextondelsfinaler            | Åttondelsfinaler           | Kvartsfinaler          | Semifinaler          | Final                | Final            |
| Idrottare         | Gren          | Motståndare Resultat         | Motståndare Resultat       | Motståndare Resultat   | Motståndare Resultat | Motståndare Resultat | Placering        |
| ----------------- | ------------- | ---------------------------- | -------------------------- | ---------------------- | -------------------- | -------------------- | ---------------- |
| Andrew Kooner     | Bantamvikt    | BYE                          | Espinoza (VEN) W 37–20     | Sultonov (UZB) L 32–44 | Gick inte vidare     | Gick inte vidare     | Gick inte vidare |
| Benoit Gaudet     | Fjädervikt    | Kamsing (THA) W 32–17        | Jo (KOR) L 16-28           | Gick inte vidare       | Gick inte vidare     | Gick inte vidare     | Gick inte vidare |
| Adam Trupish      | Weltervikt    | Xeyirov (AZE) L RSCI R3 0:05 | Gick inte vidare           | Gick inte vidare       | Gick inte vidare     | Gick inte vidare     | Gick inte vidare |
| Jean Pascal       | Mellanvikt    | Despaigne (CUB) L 24-36      | Gick inte vidare           | Gick inte vidare       | Gick inte vidare     | Gick inte vidare     | Gick inte vidare |
| Trevor Stewardson | Lätt tungvikt | Furtado (CPV) W 36–20        | Ahmed Ismail (EGY) L 22-38 | Gick inte vidare       | Gick inte vidare     | Gick inte vidare     | Gick inte vidare |

## Brottning
Herrarnas fristil
| Gia Sissaouri  | 60 kg | Pool 2 Umakhanov (RUS) W 8-2 Odabasi (TUR) W 5-4     | 1 Q | Fedoryshyn (UKR) L 0-6 | Gick inte vidare | 5:e plats-final Pogosian (GEO) L PA | 6                |
| Evan MacDonald | 66 kg | Pool 2 Spiridonov (KAZ) L 7-10 Barzakov (BUL) L 0-11 | 3   | Gick inte vidare       | Gick inte vidare | Gick inte vidare                    | Gick inte vidare |
| Daniel Igali   | 74 kg | Pool 2 Aslanov (AZE) W 7-1 Abdusalomov (TJK) W 5-2   | 1 Q | Fundora (CUB) L 1-3    | Gick inte vidare | Gick inte vidare                    | Gick inte vidare |

Damernas fristil
| Lyndsay Belisle     | 48 kg | Pool 1 Icho (JPN) L 0-12 Wagner (GER) L 3-4         | 3   | Gick inte vidare                            | Gick inte vidare                      | Gick inte vidare |
| Tonya Verbeek       | 55 kg | Pool 1 O'Donnell (USA) W 11-1 Smirnova (KAZ) W 13-3 | 1 Q | Karlsson (SWE) W 7-6                        | Final Yoshida (JPN) L 0-6             | 2                |
| Viola Yanik         | 63 kg | Pool 2 McMann (USA) W 5-2 Meng (CHN) L 1-8          | 2   | Klassificeringsmatch Gross (GER) W 4-1      | Femte plats-final Khilko (BLR) W 5-2  | 6                |
| Christine Nordhagen | 72 kg | Pool 3 Wang (CHN) L 2-5 Juszczak (ITA) W 5-2        | 2   | Klassificeringsmatch Montgomery (USA) W 8-3 | Femte plats-final Schätzle (GER) W PA | 5                |

## Bågskytte
Herrar
| Idrottare       | Gren         | Rankningsomgång | Rankningsomgång | 32-delsfinaler        | Sextondelsfinaler    | Åttondelsfinaler     | Kvartsfinaler        | Semifinaler          | Final                | Final            |
| Idrottare       | Gren         | Poäng           | Seed            | Motståndare Resultat  | Motståndare Resultat | Motståndare Resultat | Motståndare Resultat | Motståndare Resultat | Motståndare Resultat | Placering        |
| --------------- | ------------ | --------------- | --------------- | --------------------- | -------------------- | -------------------- | -------------------- | -------------------- | -------------------- | ---------------- |
| Jonathan Ohayon | Individuellt | 632             | 50              | Ruban (UKR) L 140–157 | Gick inte vidare     | Gick inte vidare     | Gick inte vidare     | Gick inte vidare     | Gick inte vidare     | Gick inte vidare |

Damer
| Idrottare          | Gren         | Rankningsomgång | Rankningsomgång | 32-delsfinaler        | Sextondelsfinaler    | Åttondelsfinaler     | Kvartsfinaler        | Semifinaler          | Final                | Final            |
| Idrottare          | Gren         | Poäng           | Seed            | Motståndare Resultat  | Motståndare Resultat | Motståndare Resultat | Motståndare Resultat | Motståndare Resultat | Motståndare Resultat | Placering        |
| ------------------ | ------------ | --------------- | --------------- | --------------------- | -------------------- | -------------------- | -------------------- | -------------------- | -------------------- | ---------------- |
| Marie-Pier Beaudet | Individuellt | 616             | 47              | Pfohl (GER) L 128-146 | Gick inte vidare     | Gick inte vidare     | Gick inte vidare     | Gick inte vidare     | Gick inte vidare     | Gick inte vidare |

## Cykling

### Mountainbike
| Idrottare            | Gren                  | Tid     | Placering |
| -------------------- | --------------------- | ------- | --------- |
| Ryder Hesjedal       | Herrarnas terränglopp | DNF     | x         |
| Seamus McGrath       | Herrarnas terränglopp | 2:20.33 | 9         |
| Kiara Bisaro         | Damernas terränglopp  | 2:09.50 | 15        |
| Marie-Hélène Prémont | Damernas terränglopp  | 1:57.50 | 2         |
| Alison Sydor         | Damernas terränglopp  | 1:59.47 | 4         |

### Landsväg
Herrar
| Idrottare     | Gren                | Tid        | Placering |
| ------------- | ------------------- | ---------- | --------- |
| Michael Barry | Herrarnas linjelopp | 5:41:56    | 32        |
| Gord Fraser   | Herrarnas linjelopp | DNF        | x         |
| Eric Wohlberg | Herrarnas linjelopp | DNF        | x         |
| Eric Wohlberg | Herrarnas tempolopp | 1:00:31.49 | 18        |

Damer
| Idrottare        | Gren               | Tid      | Placering |
| ---------------- | ------------------ | -------- | --------- |
| Lyne Bessette    | Damernas linjelopp | DNF      | x         |
| Manon Jutras     | Damernas linjelopp | 3:25:42  | 30        |
| Sue-Palmer Komar | Damernas linjelopp | 3:25:37  | 11        |
| Lyne Bessette    | Damernas tempolopp | 33:24.19 | 16        |
| Sue-Palmer Komar | Damernas tempolopp | 33:26.01 | 17        |

### Bana
Tempolopp
| Cyklist          | Gren               | Kval     | Kval      | Matchomgång | Matchomgång | Final    | Final     |
| Cyklist          | Gren               | Resultat | Placering | Resultat    | Placering   | Resultat | Placering |
| ---------------- | ------------------ | -------- | --------- | ----------- | ----------- | -------- | --------- |
| Lori-Ann Muenzer | Damernas tempolopp | i.u.     | i.u.      | i.u.        | i.u.        | 34.268   | 7         |

Sprint
| Idrottare        | Gren            | Kval                 | Kval         | Första omgången                  | Återkval                         | Kvartsfinaler                    | Semifinaler                      | Final                            | Final     |
| Idrottare        | Gren            | Tid Hastighet (km/h) | Placering    | Motståndare Tid Hastighet (km/h) | Motståndare Tid Hastighet (km/h) | Motståndare Tid Hastighet (km/h) | Motståndare Tid Hastighet (km/h) | Motståndare Tid Hastighet (km/h) | Placering |
| ---------------- | --------------- | -------------------- | ------------ | -------------------------------- | -------------------------------- | -------------------------------- | -------------------------------- | -------------------------------- | --------- |
| Lori-Ann Muenzer | Damernas sprint | 11.380 63.268 km/h 4 | Reed (USA) W | BYE                              | Larreal (VEN) W 2-0              | Meares (AUS) W 2-1               | Final Abassova (RUS) W 2-0       | 1                                |           |

## Friidrott
Herrar
Bana, maraton och gång
| Idrottare                                                    | Gren              | Heat     | Heat      | Kvartsfinal | Kvartsfinal | Semifinal        | Semifinal        | Final            | Final            |
| Idrottare                                                    | Gren              | Resultat | Placering | Resultat    | Placering   | Resultat         | Placering        | Resultat         | Placering        |
| ------------------------------------------------------------ | ----------------- | -------- | --------- | ----------- | ----------- | ---------------- | ---------------- | ---------------- | ---------------- |
| Pierre Browne                                                | 100 meter         | 10.32    | 5 Q       | 10.21       | 6           | Gick inte vidare | Gick inte vidare | Gick inte vidare | Gick inte vidare |
| Nicolas Macrozonaris                                         | 100 meter         | 10.40    | 2 Q       | 10.28       | 6           | Gick inte vidare | Gick inte vidare | Gick inte vidare | Gick inte vidare |
| Gary Reed                                                    | 800 meter         | 1:46.74  | 1 Q       | i.u.        | i.u.        | 1:47.38          | 7                | Gick inte vidare | Gick inte vidare |
| Achraf Tadili                                                | 800 meter         | 1:46.63  | 4         | i.u.        | i.u.        | Gick inte vidare | Gick inte vidare | Gick inte vidare | Gick inte vidare |
| Kevin Sullivan                                               | 1 500 meter       | 3:39.30  | 6 Q       | i.u.        | i.u.        | 3:42.86          | 9                | Gick inte vidare | Gick inte vidare |
| Charles Allen                                                | 110 meter häck    | 13.35    | 2 Q       | 13.30       | 2 Q         | 13.23            | 4 Q              | 13.48            | 6                |
| Nicolas Macrozonaris Anson Henry Charles Henry Pierre Browne | 4 x 100 meter     | 38.64    | 7         | i.u.        | i.u.        | i.u.             | i.u.             | Gick inte vidare | Gick inte vidare |
| Tim Berrett                                                  | 50 kilometer gång | i.u.     | i.u.      | i.u.        | i.u.        | i.u.             | i.u.             | 4:10:31          | 31               |

Fältgrenar och tiokamp
| Idrottare    | Gren           | Kval     | Kval      | Final            | Final            |
| Idrottare    | Gren           | Resultat | Placering | Resultat         | Placering        |
| ------------ | -------------- | -------- | --------- | ---------------- | ---------------- |
| Mark Boswell | Höjdhopp       | 2.28     | 1 Q       | 2.29             | 7                |
| Brad Snyder  | Kulstötning    | 19.46    | 20        | Gick inte vidare | Gick inte vidare |
| Jason Tunks  | Diskuskastning | 61.21    | 15        | Gick inte vidare | Gick inte vidare |

Damer
Bana, maraton och gång
| Diane Cummins           | 800 meter      | 2:01.19  | 5 Q | i.u.             | i.u.             | 2:00.30          | 4                | Gick inte vidare | Gick inte vidare | Gick inte vidare | Gick inte vidare |
| Carmen Douma-Hussar     | 1 500 meter    | 4:06.90  | 2 Q | i.u.             | i.u.             | 4:05.09          | 6 Q              | 4:02.31          | 9                |                  |                  |
| Malindi Elmore          | 1 500 meter    | 4:09.81  | 10  | i.u.             | i.u.             | Gick inte vidare | Gick inte vidare | Gick inte vidare | Gick inte vidare |                  |                  |
| Courtney Babcock        | 1 500 meter    | 4:08.18  | 9   | i.u.             | i.u.             | Gick inte vidare | Gick inte vidare | Gick inte vidare | Gick inte vidare |                  |                  |
| Courtney Babcock        | 5 000 meter    | 15:47.35 | 16  | i.u.             | i.u.             | i.u.             | i.u.             | Gick inte vidare | Gick inte vidare |                  |                  |
| Émilie Mondor           | 5 000 meter    | 15:20.15 | 8   | i.u.             | i.u.             | i.u.             | i.u.             | Gick inte vidare | Gick inte vidare |                  |                  |
| Perdita Felicien        | 100 meter häck | 12.73    | 2 Q | i.u.             | i.u.             | 12.49            | 1 Q              | DNF              | x                |                  |                  |
| Priscilla Lopes-Schliep | 100 meter häck | 13.08    | 5   | Gick inte vidare | Gick inte vidare | Gick inte vidare | Gick inte vidare | Gick inte vidare | Gick inte vidare |                  |                  |
| Angela Whyte            | 100 meter häck | 13.01    | 3 Q | n/a              | n/a              | 12.69            | 4 Q              | 12.81            | 6                |                  |                  |

Fältgrenar och sjukamp
| Idrottare        | Gren     | Kval     | Kval      | Final    | Final     |
| Idrottare        | Gren     | Resultat | Placering | Resultat | Placering |
| ---------------- | -------- | -------- | --------- | -------- | --------- |
| Dana Ellis       | Stavhopp | 4.40     | 8 Q       | 4.40     | =6        |
| Stephanie McCann | Stavhopp | 4.40     | 14 Q      | 4.40     | 10        |

## Fäktning
Herrar
| Josh McGuire   | Florett | Lau (HKG) W 15–14 | Vanni (ITA) L 10–15     | Gick inte vidare | Gick inte vidare | Gick inte vidare | Gick inte vidare | Gick inte vidare |
| Michael Boulos | Sabel   | BYE               | Ferjancsik (HUN) L 8–15 | Gick inte vidare | Gick inte vidare | Gick inte vidare | Gick inte vidare | Gick inte vidare |

Damer
| Catherine Dunnette                                       | Värja      | Gómez (CUB) L 9–11  | Gick inte vidare       | Gick inte vidare | Gick inte vidare | Gick inte vidare | Gick inte vidare             | Gick inte vidare |
| Monique Kavelaars                                        | Värja      | Barlow (RSA) W 14–8 | Li (CHN) L 11–15       | Gick inte vidare | Gick inte vidare | Gick inte vidare | Gick inte vidare             | Gick inte vidare |
| Sherraine Schalm-MacKay                                  | Värja      | Bye                 | Khristou (GRE) L 13–15 | Gick inte vidare | Gick inte vidare | Gick inte vidare | Gick inte vidare             | Gick inte vidare |
| Monique Kavelaars Julie Leprohon Sherraine Schalm-MacKay | Värja, lag | i.u.                | i.u.                   | i.u.             | Ungern W 38-37   | Ryssland L 18–25 | Bronsduell Frankrike L 37–45 | 4                |

## Gymnastik

### Artistisk
Herrar
Mångkamp, ind.
| Idrottare     | Kval    | Kval    | Kval    | Kval    | Kval    | Kval    | Kval    | Kval      | Final            | Final            | Final            | Final            | Final            | Final            | Final            | Final            |
| Idrottare     | Redskap | Redskap | Redskap | Redskap | Redskap | Redskap | Totalt  | Placering | Redskap          | Redskap          | Redskap          | Redskap          | Redskap          | Redskap          | Totalt           | Placering        |
| Idrottare     | F       | PH      | R       | V       | PB      | HB      | Totalt  | Placering | F                | PH               | R                | V                | PB               | HB               | Totalt           | Placering        |
| ------------- | ------- | ------- | ------- | ------- | ------- | ------- | ------- | --------- | ---------------- | ---------------- | ---------------- | ---------------- | ---------------- | ---------------- | ---------------- | ---------------- |
| Grant Golding | 9.512   | 9.262   | 9.650   | 9.125   | 8.962   | 8.500   | 55.011  | 31        | Gick inte vidare | Gick inte vidare | Gick inte vidare | Gick inte vidare | Gick inte vidare | Gick inte vidare | Gick inte vidare | Gick inte vidare |
| Ken Ikeda     | i.u.    | 8.900   | i.u.    | 8.937   | 8.687   | i.u.    | i.u.    | i.u.      | Gick inte vidare | Gick inte vidare | Gick inte vidare | Gick inte vidare | Gick inte vidare | Gick inte vidare | Gick inte vidare | Gick inte vidare |
| Sasha Jeltkov | 9.175   | 7.600   | 8.562   | 8.900   | 8.787   | 9.625   | 52.649  | 45        | Gick inte vidare | Gick inte vidare | Gick inte vidare | Gick inte vidare | Gick inte vidare | Gick inte vidare | Gick inte vidare | Gick inte vidare |
| David Kikuchi | 8.825   | 9.412   | 9.500   | i.u.    | 9.625   | 9.075   | i.u.    | i.u.      | Gick inte vidare | Gick inte vidare | Gick inte vidare | Gick inte vidare | Gick inte vidare | Gick inte vidare | Gick inte vidare | Gick inte vidare |
| Kyle Shewfelt | 9.737 Q | i.u.    | 8.112   | 9.687 Q | i.u.    | 9.212   | i.u.    | i.u.      | Gick inte vidare | Gick inte vidare | Gick inte vidare | Gick inte vidare | Gick inte vidare | Gick inte vidare | Gick inte vidare | Gick inte vidare |
| Adam Wong     | 9.325   | 9.237   | 9.112   | 9.137   | 9.262   | 9.087   | 55.160  | 29        | Gick inte vidare | Gick inte vidare | Gick inte vidare | Gick inte vidare | Gick inte vidare | Gick inte vidare | Gick inte vidare | Gick inte vidare |
| Lagtotal      | 37.749  | 36.811  | 36.824  | 36.886  | 36.636  | 36.999  | 221.905 | 11        | Gick inte vidare | Gick inte vidare | Gick inte vidare | Gick inte vidare | Gick inte vidare | Gick inte vidare | Gick inte vidare | Gick inte vidare |

Individuella finaler
| Gymnast       | Redskap    | Poäng | Placering |
| ------------- | ---------- | ----- | --------- |
| Kyle Shewfelt | Fristående | 9.787 | 1         |
| Kyle Shewfelt | Hopp       | 9.599 | 4         |

Damer
Mångkamp, lag
| Idrottare            | Kval    | Kval    | Kval    | Kval    | Kval    | Kval      | Final            | Final            | Final            | Final            | Final            | Final            |
| Idrottare            | Redskap | Redskap | Redskap | Redskap | Totalt  | Placering | Redskap          | Redskap          | Redskap          | Redskap          | Totalt           | Placering        |
| Idrottare            | V       | UB      | BB      | F       | Totalt  | Placering | V                | UB               | BB               | F                | Totalt           | Placering        |
| -------------------- | ------- | ------- | ------- | ------- | ------- | --------- | ---------------- | ---------------- | ---------------- | ---------------- | ---------------- | ---------------- |
| Melanie Banville     | 9.200   | 9.062   | 9.025   | 9.362   | 36.649  | 22 Q      | 9.200            | 8.025            | 8.787            | 8.462            | 34.474           | 24               |
| Gael Mackie          | i.u.    | 9.100   | i.u.    | i.u.    | i.u.    | i.u.      | Gick inte vidare | Gick inte vidare | Gick inte vidare | Gick inte vidare | Gick inte vidare | Gick inte vidare |
| Amelie Plante        | 9.112   | 9.475   | 8.075   | 9.287   | 35.949  | 38        | Gick inte vidare | Gick inte vidare | Gick inte vidare | Gick inte vidare | Gick inte vidare | Gick inte vidare |
| Heather Mary Purnell | 9.200   | 8.712   | 8.500   | 9.287   | 35.812  | 40        | Gick inte vidare | Gick inte vidare | Gick inte vidare | Gick inte vidare | Gick inte vidare | Gick inte vidare |
| Kate Richardson      | 9.212   | 9.275   | 9.175   | 9.562 Q | 37.224  | 14 Q      | 9.262            | 8.087            | 9.037            | 9.400            | 35.786           | 18               |
| Kylie Stone          | 9.137   | i.u.    | 8.975   | 8.912   | i.u.    | i.u.      | Gick inte vidare | Gick inte vidare | Gick inte vidare | Gick inte vidare | Gick inte vidare | Gick inte vidare |
| Lagtotal             | 36.749  | 36.912  | 35.675  | 37.611  | 146.947 | 10        | Gick inte vidare | Gick inte vidare | Gick inte vidare | Gick inte vidare | Gick inte vidare | Gick inte vidare |

Individuella finaler
| Gymnast         | Redskap    | Poäng | Placering |
| --------------- | ---------- | ----- | --------- |
| Kate Richardson | Fristående | 9.312 | 7         |

### Trampolin
| Karen Cockburn       | Damer  | 27.0 | 38.1 | 65.1 | 5 Q | 39.2             | 2                |
| Heather Ross-McManus | Damer  | 26.8 | 37.0 | 63.8 | 6 Q | 37.4             | 6                |
| Mathieu Turgeon      | Herrar | 26.6 | 36.8 | 63.4 | 11  | Gick inte vidare | Gick inte vidare |

## Judo
Herrar
| Idrottare    | Gren                    | Sextondelsfinal          | Åttondelsfinal           | Kvartsfinal             | Semifinal            | Återkval                            | Final                | Final            |
| Idrottare    | Gren                    | Motståndare Resultat     | Motståndare Resultat     | Motståndare Resultat    | Motståndare Resultat | Motståndare Resultat                | Motståndare Resultat | Placering        |
| ------------ | ----------------------- | ------------------------ | ------------------------ | ----------------------- | -------------------- | ----------------------------------- | -------------------- | ---------------- |
| Keith Morgan | Mellanvikt (-90 kg)     | Fallah (IRI) W 1002–0111 | Misbah (EGY) W 0011–0001 | Hwang (KOR) L 0000–0200 | Gick inte vidare     | Omgång 2 Huizinga (NED) L 0000-1012 | Gick inte vidare     | Gick inte vidare |
| Nicolas Gill | Halv tungvikt (-100 kg) | Monti (ITA) L 0001–1003  | Gick inte vidare         | Gick inte vidare        | Gick inte vidare     | Gick inte vidare                    | Gick inte vidare     | Gick inte vidare |

Damer
| Idrottare             | Gren                     | Sextondelsfinal               | Åttondelsfinal             | Kvartsfinal                | Semifinal            | Återkval                                                             | Final                                   | Final            |
| Idrottare             | Gren                     | Motståndare Resultat          | Motståndare Resultat       | Motståndare Resultat       | Motståndare Resultat | Motståndare Resultat                                                 | Motståndare Resultat                    | Placering        |
| --------------------- | ------------------------ | ----------------------------- | -------------------------- | -------------------------- | -------------------- | -------------------------------------------------------------------- | --------------------------------------- | ---------------- |
| Carolyne Lepage       | Extra lättvikt (-48 kg)  | BYE                           | Matijass (GER) L 0010–0000 | Gick inte vidare           | Gick inte vidare     | Omgång 1 Ye (KOR) L 0000–0011                                        | Gick inte vidare                        | Gick inte vidare |
| Marie-Hélène Chisholm | Halv mellanvikt (-63 kg) | von Harnier (GER) W 1000–0001 | Li (CHN) W 0010–0000       | Tanimoto (JPN) L 0000-1000 | Gick inte vidare     | Omgång 2 Dhahri (TUN) W 1000–0000 Omgång 3 Décosse (FRA) W 1010–0001 | Bronsmatch Žolnir (SLO) L 0100-2–0100-3 | =5               |
| Catherine Roberge     | Mellanvikt (-70 kg)      | BYE                           | Howey (GBR) W 0010–0001    | Bohm (GER) L 0000–0011     | Gick inte vidare     | Omgång 2 Qin (CHN) L 0000–1001                                       | Gick inte vidare                        | Gick inte vidare |
| Amy Cotton            | Halv tungvikt (-78 kg)   | Engoang (GAB) W 1000–0000     | Morico (ITA) L 0000-1010   | Gick inte vidare           | Gick inte vidare     | Gick inte vidare                                                     | Gick inte vidare                        | Gick inte vidare |

## Kanotsport
Slalom
| James Cartwright  | Herrarnas C-1 slalom | 210.96 | 10 Q | 100.45           | 9                | Gick inte vidare | Gick inte vidare | Gick inte vidare |
| David Ford        | Herrarnas K-1 slalom | 199.87 | 16 Q | 95.83            | 7 Q              | 96.75            | 192.58           | 4                |
| Margaret Langford | Damernas K-1 slalom  | 244.91 | 16   | Gick inte vidare | Gick inte vidare | Gick inte vidare | Gick inte vidare | Gick inte vidare |

Sprint
| Kanotist                                                       | Gren                 | Heat     | Heat      | Semifinal | Semifinal | Final            | Final            |
| Kanotist                                                       | Gren                 | Tid      | Placering | Tid       | Placering | Tid              | Placering        |
| -------------------------------------------------------------- | -------------------- | -------- | --------- | --------- | --------- | ---------------- | ---------------- |
| Richard Dalton                                                 | Herrarnas C-1 500 m  | 1:50.005 | 3 S       | 1:51.027  | 3 F       | 1:48.103         | 6                |
| Thomas Hall                                                    | Herrarnas C-1 1000 m | 3:52.451 | 2 S       | 3:51.720  | 1 F       | 3:51.457         | 5                |
| Attila Buday Tamas Buday, Jr.                                  | Herrarnas C-2 500 m  | 1:40.488 | 2 F       | BYE       | BYE       | 1:41.210         | 8                |
| Richard Dalton Michael Scarola                                 | Herrarnas C-2 1000 m | 3:31.123 | 4 S       | 3:32.280  | 2 F       | 3:45.638         | 6                |
| Adam van Koeverden                                             | Herrarnas K-1 500 m  | 1:37.591 | 1 S       | 1:38.907  | 1 F       | 1:37.919         | 1                |
| Adam van Koeverden                                             | Herrarnas K-1 1000 m | 3:24.984 | 2 S       | 3:27.502  | 1 F       | 3:28.218         | 3                |
| Richard Dober, Jr. Steven Jorens                               | Herrarnas K-2 500 m  | 1:31.985 | 5 S       | 1:34.318  | 7         | Gick inte vidare | Gick inte vidare |
| Ryan Cuthbert Richard Dober, Jr. Steven Jorens Andrew Willows  | Herrarnas K-4 1000 m | 2:56.336 | 5 S       | 2:55.926  | 3 F       | 3:07.714         | 9                |
| Caroline Brunet                                                | Damernas K-1 500 m   | 1:50.366 | 1 F       | BYE       | BYE       | 1:50.601         | 3                |
| Mylanie Barre Caroline Brunet                                  | Damernas K-2 500 m   | 1:43.434 | 3 F       | BYE       | BYE       | 1:42.833         | 7                |
| Jillian D'Alessio Karen Furneaux Kamini Jain Carrie Lightbound | Damernas K-4 500 m   | 1:36.877 | 5 S       | 1:35.465  | 3 Q       | 1:39.952         | 8                |

## Konstsim
| Idrottare | Gren                | Teknisk rutin | Teknisk rutin | Fri rutin (inledande) | Fri rutin (inledande)  | Fri rutin (inledande) | Fri rutin (final) | Fri rutin (final)      | Fri rutin (final) |
| Idrottare | Gren                | Poäng         | Placering     | Poäng                 | Totalt (teknisk + fri) | Placering             | Placering         | Totalt (teknisk + fri) | Placering         |
| --- | ------------------- | ------------- | ------------- | --------------------- | ---------------------- | --------------------- | ----------------- | ---------------------- | ----------------- |
| Fanny Létourneau Courtenay Stewart                                                                                                   | Damernas duett      | 47.500        | 46.667        | 95.251                | 5                      | 47.834                | 95.334            | 6                      |                   |
| Erin Chan Jessica Chase Jessika Dubuc Marie-Pierre Gagné Fanny Létourneau Shayna Nackoney Anouk Renière-Lafrenière Courtenay Stewart | Damernas lagtävling | 47.584        | i.u.          | i.u.                  | i.u.                   | 47.667                | 95.251            | 5                      |                   |

## Modern femkamp
| Idrottare      | Gren             | Skytte   | Skytte | Fäktning | Fäktning | Simning  | Simning | Ridning | Ridning | Löpning  | Löpning | Totalpoäng | Placering |
| Idrottare      | Gren             | Resultat | Poäng  | Resultat | Poäng    | Resultat | Poäng   | Straff  | Poäng   | Resultat | Poäng   | Totalpoäng | Placering |
| -------------- | ---------------- | -------- | ------ | -------- | -------- | -------- | ------- | ------- | ------- | -------- | ------- | ---------- | --------- |
| Kara Grant     | Damernas tävling | 169      | 964    | 16-15    | 832      | 2:43,37  | 960     | 104     | 1096    | 11:01,57 | 1076    | 4928       | 22        |
| Monica Pinette | Damernas tävling | 178      | 1072   | 20-11    | 944      | 2:32,62  | 1092    | 168     | 1032    | 11:30,55 | 960     | 5100       | 13        |

## Ridsport

### Dressyr
| Idrottare                                                    | Häst                | Gren                 | Grand Prix | Grand Prix | Grand Prix Special | Grand Prix Special | Grand Prix Fristil | Grand Prix Fristil | Totalt           | Totalt           |
| Idrottare                                                    | Häst                | Gren                 | Poäng      | Placering  | Poäng              | Placering          | Poäng              | Placering          | Poäng            | Placering        |
| ------------------------------------------------------------ | ------------------- | -------------------- | ---------- | ---------- | ------------------ | ------------------ | ------------------ | ------------------ | ---------------- | ---------------- |
| Ashley Holzer                                                | Individuell dressyr | Imperioso            | 64,667     | 42         | Gick inte vidare   | Gick inte vidare   | Gick inte vidare   | Gick inte vidare   | Gick inte vidare | Gick inte vidare |
| Cindy Neale-Ishoy                                            | Individuell dressyr | Proton               | 66,583     | 31         | Gick inte vidare   | Gick inte vidare   | Gick inte vidare   | Gick inte vidare   | Gick inte vidare | Gick inte vidare |
| Leslie Reid                                                  | Individuell dressyr | Mark                 | 66,083     | 35         | Gick inte vidare   | Gick inte vidare   | Gick inte vidare   | Gick inte vidare   | Gick inte vidare | Gick inte vidare |
| Belinda Trussell                                             | Individuell dressyr | Royan II             | 66,000     | 36         | Gick inte vidare   | Gick inte vidare   | Gick inte vidare   | Gick inte vidare   | Gick inte vidare | Gick inte vidare |
| Ashley Holzer Cindy Neale-Ishoy Leslie Reid Belinda Trussell | Se ovan             | Lagtävling i dressyr | i.u.       | i.u.       | i.u.               | i.u.               | i.u.               | i.u.               | 66,222           | 9                |

### Fälttävlan
| Ryttare                                                             | Häst        | Gren                    | Dressyr | Dressyr   | Terräng  | Terräng  | Terräng   | Hoppning | Hoppning | Hoppning  | Hoppning         | Hoppning         | Hoppning         | Totalt | Totalt    |
| Ryttare                                                             | Häst        | Gren                    | Dressyr | Dressyr   | Terräng  | Terräng  | Terräng   | Kval     | Kval     | Kval      | Final            | Final            | Final            | Totalt | Totalt    |
| Ryttare                                                             | Häst        | Gren                    | Straff  | Placering | Straff   | Totalt   | Placering | Straff   | Totalt   | Placering | Straff           | Totalt           | Placering        | Straff | Placering |
| ------------------------------------------------------------------- | ----------- | ----------------------- | ------- | --------- | -------- | -------- | --------- | -------- | -------- | --------- | ---------------- | ---------------- | ---------------- | ------ | --------- |
| Hawley Bennett                                                      | Livingstone | Individuell fälttävlan  | 61,20   | 47        | 94,80 #  | 156,00 # | 32        | 12,00    | 168,00 # | 39        | Gick inte vidare | Gick inte vidare | Gick inte vidare | 168,00 | 39        |
| Bruce Mandeville                                                    | Larissa     | Individuell fälttävlan  | 66,40 # | 59        | 10,80    | 77,20    | 40        | 12,00    | 89,20    | 39        | Gick inte vidare | Gick inte vidare | Gick inte vidare | 89,20  | 39        |
| Ian Roberts                                                         | Mata-Riki   | Individuell fälttävlan  | 70,60 # | 67        | 137,00 # | 207,60 # | 69        | 22,00 #  | 229,60 # | 60        | Gick inte vidare | Gick inte vidare | Gick inte vidare | 229,60 | 60        |
| Garry Roque                                                         | Waikura     | Individuell fälttävlan  | 63,40   | 51        | 45,60    | 109,00   | 58        | 15,00 #  | 124,00   | 54        | Gick inte vidare | Gick inte vidare | Gick inte vidare | 124,00 | 54        |
| Mike Winter                                                         | Balista     | Individuell fälttävlan  | 63,20   | 50        | 16,80    | 80,00    | 47        | 8,00     | 88,00    | 25        | Gick inte vidare | Gick inte vidare | Gick inte vidare | 88,00  | 25        |
| Hawley Bennett Bruce Mandeville Ian Roberts Garry Roque Mike Winter | Se ovan     | Lagtävling i fälttävlan | 187,80  | 12        | 73,20    | 266,20   | 11        | 32,00    | 301,20   | 12        | i.u.             | i.u.             | i.u.             | 301,20 | 12        |

### Hoppning
| Ryttare    | Häst       | Gren                 | Kval     | Kval      | Kval     | Kval     | Kval      | Kval     | Kval     | Kval      | Final    | Final     | Final            | Final            | Final            | Totalt           | Totalt           |
| Ryttare    | Häst       | Gren                 | Omgång 1 | Omgång 1  | Omgång 2 | Omgång 2 | Omgång 2  | Omgång 3 | Omgång 3 | Omgång 3  | Omgång A | Omgång A  | Omgång B         | Omgång B         | Omgång B         | Totalt           | Totalt           |
| Ryttare    | Häst       | Gren                 | Straff   | Placering | Straff   | Totalt   | Placering | Straff   | Totalt   | Placering | Straff   | Placering | Straff           | Totalt           | Placering        | Straff           | Placering        |
| ---------- | ---------- | -------------------- | -------- | --------- | -------- | -------- | --------- | -------- | -------- | --------- | -------- | --------- | ---------------- | ---------------- | ---------------- | ---------------- | ---------------- |
| Ian Millar | Promise Me | Individuell hoppning | 11       | 57        | 10       | 21       | 46 Q      | 10       | 31       | 42 Q      | 30       | 22        | Gick inte vidare | Gick inte vidare | Gick inte vidare | Gick inte vidare | Gick inte vidare |

## Rodd
Herrar
| Idrottare | Gren                        | Heat    | Heat      | Återkval | Återkval  | Semifinal | Semifinal | Final   | Final     | Final |
| Idrottare | Gren                        | Tid     | Placering | Tid      | Placering | Tid       | Placering | Tid     | Placering |       |
| --- | --------------------------- | ------- | --------- | -------- | --------- | --------- | --------- | ------- | --------- | ----- |
| Dave Calder Chris Jarvis | Tvåa utan styrman           | 6:56,23 | 2 SA/B    | BYE      | BYE       | DSQ       | DSQ       | DNS     | DNS       |       |
| Cameron Baerg Thomas Herschmiller Jake Wetzel Barney Williams                                                                      | Fyra utan styrman           | 6:28,36 | 1 SA/B    | BYE      | BYE       | 5:50,68   | 1 FA      | 6:07,06 | 2         |       |
| Jon Beare Iain Brambell Gavin Hassett Jon Mandick                                                                                  | Lättvikts-fyra utan styrman | 5:51,18 | 2 SA/B    | BYE      | BYE       | 5:57,44   | 3 FA      | 6:05,10 | 5         |       |
| Scott Frandsen Kyle Hamilton Andrew Hoskins Adam Kreek Kevin Light Jeff Powell Brian Price (styrman) Ben Rutledge Joe Stankevicius | Åtta med styrman            | 5:20,46 | 1 R       | 5:32,51  | 1 FA      | i.u.      | i.u.      | 5:51,66 | 5         |       |

Damer
| Idrottare | Gren                    | Heat    | Heat      | Återkval | Återkval  | Semifinal | Semifinal | Final            | Final            | Final |
| Idrottare | Gren                    | Tid     | Placering | Tid      | Placering | Tid       | Placering | Tid              | Placering        |       |
| --- | ----------------------- | ------- | --------- | -------- | --------- | --------- | --------- | ---------------- | ---------------- | ----- |
| Buffy-Lynne Williams Darcy Marquardt | Tvåa utan styrman       | 7:42,36 | 2 R       | 7:08,32  | 1 FA      | i.u.      | i.u.      | 7:13,33          | 4                |       |
| Mara Jones Fiona Milne | Lättvikts-dubbelsculler | 6:53,47 | 2 R       | 6:54,04  | 2 SA/B    | 6:56,64   | 4 FB      | 7:26,07          | 8                |       |
| Karen Clark Jacqui Cook Anna-Marie de Zwager Sabrina Kolker Roslyn McLeod Andréanne Morin Sarah Pape (styrman) Romina Stefancic Pauline van Roessel | Åtta med styrman        | 6:12,40 | 3 R       | 6:15,18  | 5         | i.u.      | i.u.      | Gick inte vidare | Gick inte vidare |       |

## Segling
Herrar
| Seglare                   | Gren      | Lopp | Lopp | Lopp | Lopp | Lopp | Lopp | Lopp | Lopp | Lopp | Lopp | Lopp | Summerad poäng | Finalplacering |
| Seglare                   | Gren      | 1    | 2    | 3    | 4    | 5    | 6    | 7    | 8    | 9    | 10   | M*   | Summerad poäng | Finalplacering |
| ------------------------- | --------- | ---- | ---- | ---- | ---- | ---- | ---- | ---- | ---- | ---- | ---- | ---- | -------------- | -------------- |
| Richard Clarke            | Finnjolle | 10   | 18   | 15   | 22   | 19   | 15   | OCS  | 14   | 8    | 11   | 2    | 134            | 18             |
| Ross MacDonald Mike Wolfs | Starbåt   | 7    | 11   | 4    | 3    | 1    | RDG  | 8    | 14   | 8    | 2    | 2    | 51.2           | 2              |

M = Medaljlopp; EL = Eliminerad – gick inte vidare till medaljloppet;
Damer
| Seglare                                  | Gren    | Lopp | Lopp | Lopp | Lopp | Lopp | Lopp | Lopp | Lopp | Lopp | Lopp | Lopp | Summerad poäng | Finalplacering |
| Seglare                                  | Gren    | 1    | 2    | 3    | 4    | 5    | 6    | 7    | 8    | 9    | 10   | M*   | Summerad poäng | Finalplacering |
| ---------------------------------------- | ------- | ---- | ---- | ---- | ---- | ---- | ---- | ---- | ---- | ---- | ---- | ---- | -------------- | -------------- |
| Nikola Girke Jen Provan                  | 470     | 4    | 13   | 17   | 11   | 12   | 7    | 2    | 19   | 6    | 19   | 12   | 103            | 13             |
| Deirdre Crampton Chantal Léger Lisa Ross | Yngling | 13   | 9    | 15   | 15   | 12   | 12   | 12   | 14   | 15   | 2    | 12   | 116            | 17             |

M = Medaljlopp; EL = Eliminerad – gick inte vidare till medaljloppet;
Öppen
| Seglare                     | Gren    | Lopp | Lopp | Lopp | Lopp | Lopp | Lopp | Lopp | Lopp | Lopp | Lopp | Lopp | Summerad poäng | Finalplacering |
| Seglare                     | Gren    | 1    | 2    | 3    | 4    | 5    | 6    | 7    | 8    | 9    | 10   | M*   | Summerad poäng | Finalplacering |
| --------------------------- | ------- | ---- | ---- | ---- | ---- | ---- | ---- | ---- | ---- | ---- | ---- | ---- | -------------- | -------------- |
| Bernard Luttmer             | Laser   | 15   | 25   | 22   | 21   | 27   | 33   | 31   | DNF  | 9    | 32   | 30   | 245            | 29             |
| John Curtis Oskar Johansson | Tornado | 14   | 15   | 4    | 13   | 8    | 12   | 14   | 17   | 17   | 4    | 13   | 114            | 15             |

M = Medaljlopp; EL = Eliminerad – gick inte vidare till medaljloppet;

## Simhopp
Herrar
| Philippe Comtois                    | 3 m              | 418,32 | 12 Q | 629,22 | 13   | Gick inte vidare | Gick inte vidare | Gick inte vidare | Gick inte vidare |
| Alexandre Despatie                  | 3 m              | 517,59 | 1 Q  | 772,32 | 1 Q  | 755,97           | 2                |                  |                  |
| Alexandre Despatie                  | 10 m             | 436,86 | 8 Q  | 625,14 | 8 Q  | 652,35           | 4                |                  |                  |
| Christopher Kalec                   | 10 m             | 429,72 | 12 Q | 606,84 | 14   | Gick inte vidare | Gick inte vidare | Gick inte vidare | Gick inte vidare |
| Philippe Comtois Alexandre Despatie | 10 m parhoppning | i.u.   | i.u. | i.u.   | i.u. | 351,90           | 5                |                  |                  |

Damer
| Idrottare                     | Gren             | Kval   | Kval      | Semifinal | Semifinal | Final  | Final     |
| Idrottare                     | Gren             | Poäng  | Placering | Poäng     | Placering | Poäng  | Placering |
| ----------------------------- | ---------------- | ------ | --------- | --------- | --------- | ------ | --------- |
| Blythe Hartley                | 3 m              | 321,33 | 2 Q       | 550,95    | 3 Q       | 573,00 | 5         |
| Émilie Heymans                | 3 m              | 305,04 | 7 Q       | 531,00    | 8 Q       | 530,73 | 10        |
| Myriam Boileau                | 10 m             | 329,64 | 9 Q       | 517,56    | 9 Q       | 530,25 | 7         |
| Émilie Heymans                | 10 m             | 351,12 | 3 Q       | 538,17    | 5 Q       | 555,03 | 4         |
| Blythe Hartley Émilie Heymans | 10 m parhoppning | i.u.   | i.u.      | i.u.      | i.u.      | 276,90 | 7         |
| Blythe Hartley Émilie Heymans | 10 m parhoppning | i.u.   | i.u.      | i.u.      | i.u.      | 327,78 | 3         |

## Softboll
| Lag              | Spelade | Vinster | Förloster | RF | RA | Pct   |
| ---------------- | ------- | ------- | --------- | -- | -- | ----- |
| USA              | 7       | 7       | 0         | 41 | 0  | 1,000 |
| Australien       | 7       | 6       | 1         | 22 | 14 | 0,857 |
| Japan            | 7       | 4       | 3         | 17 | 8  | 0,571 |
| Kina             | 7       | 3       | 4         | 15 | 20 | 0,429 |
| Kanada           | 7       | 3       | 4         | 6  | 14 | 0,429 |
| Kinesiska Taipei | 7       | 2       | 5         | 3  | 13 | 0,286 |
| Grekland         | 7       | 2       | 5         | 6  | 24 | 0,286 |
| Italien          | 7       | 1       | 6         | 8  | 24 | 0,143 |

## Taekwondo
| Idrottare          | Gren            | Åttondelsfinaler     | Kvartsfinaler         | Semifinaer           | Återkval                | Bronsmatch                | Final                | Final            |
| Idrottare          | Gren            | Motståndare Resultat | Motståndare Resultat  | Motståndare Resultat | Motståndare Resultat    | Motståndare Resultat      | Motståndare Resultat | Placering        |
| ------------------ | --------------- | -------------------- | --------------------- | -------------------- | ----------------------- | ------------------------- | -------------------- | ---------------- |
| Ivett Gonda        | Damernas −49 kg | Anwar (EGY) W 3–2    | Contreras (VEN) W 3–2 | Chen S-H (TPE) L 2–3 | Bye                     | Boorapolchai (THA) L −1–2 | Gick inte vidare     | 5                |
| Dominique Bosshart | Damernas +67 kg | Baverel (FRA) L 5–7  | Gick inte vidare      | Gick inte vidare     | Castrignano (ITA) L 3–6 | Gick inte vidare          | Gick inte vidare     | Gick inte vidare |

## Tennis
| Spelare                         | Gren       | Omgång 1                   | Omgång 2                       | Åttondelsfinaler                            | Kvartsfinaler     | Semifinaler       | Final / BM        | Final / BM       |
| Spelare                         | Gren       | Motståndare Poäng          | Motståndare Poäng              | Motståndare Poäng                           | Motståndare Poäng | Motståndare Poäng | Motståndare Poäng | Placering        |
| ------------------------------- | ---------- | -------------------------- | ------------------------------ | ------------------------------------------- | ----------------- | ----------------- | ----------------- | ---------------- |
| Frédéric Niemeyer               | Herrsingel | Dent (USA) L 2–6, 6–3, 4–6 | Gick inte vidare               | Gick inte vidare                            | Gick inte vidare  | Gick inte vidare  | Gick inte vidare  | Gick inte vidare |
| Daniel Nestor Frédéric Niemeyer | Herrdubbel | i.u.                       | Beck / Hrbatý (SVK) W 6–2, 7–5 | Llodra / Santoro (FRA) L 3–6, 7–6(7–5), 3–6 | Gick inte vidare  | Gick inte vidare  | Gick inte vidare  | Gick inte vidare |

## Triathlon
| Triathlet        | Gren                | Simning (1,5 km) | Trans 1 | Cykling (40 km) | Trans 2 | Löpning (10 km) | Total tid  | Placering |
| ---------------- | ------------------- | ---------------- | ------- | --------------- | ------- | --------------- | ---------- | --------- |
| Brent McMahon    | Herrarnas triathlon | 18:30            | 0:17    | 1:05:08         | 0:19    | 35:30           | 1:59:44,57 | 39        |
| Simon Whitfield  | Herrarnas triathlon | 18:21            | 0:20    | 1:02:15         | 0:20    | 31:59           | 1:53:15,81 | 11        |
| Samantha McGlone | Damernas triathlon  | 21:27            | 0:18    | 1:11:41         | 0:23    | 36:25           | 2:10:14,24 | 27        |
| Carol Montgomery | Damernas triathlon  | 19:52            | 0:23    | 1:15:11         | 0:26    | 39:33           | 2:15:25,62 | 35        |
| Jill Savege      | Damernas triathlon  | 18:44            | 0:20    | 1:19:52         | 0:26    | 38:48           | 2:18:10,99 | 39        |